# Tityus ecuadorensis
Espèce
Synonymes
- Tityus ecuadorensis zarumae Pocock, 1898

Tityus ecuadorensis est une espèce de scorpions de la famille des Buthidae.

## Distribution
Cette espèce se rencontre en Équateur, au Pérou et au Venezuela.

## Étymologie
Son nom d'espèce, composé de ecuador et du suffixe latin -ensis, « qui vit dans, qui habite », lui a été donné en référence au lieu de sa découverte, l'Équateur.

## Publication originale
- Kraepelin, 1896 : « Neue und weniger bekannte Skorpione. Mittheilungen aus dem Naturhistorischen Museum, Beiheft zum Jahrb. » Beiheft zum Jahrbuch der Hamburgischen wissenschaftlichen Anstalten, vol. 13, no 8, p. 119-146 (texte intégral).